# Le Labyrinthe magique
Le Labyrinthe magique (titre original : The Magic Labyrinth) est un roman de science-fiction de Philip José Farmer, paru en 1980. C'est le quatrième tome de la série Le Fleuve de l'éternité.

## Résumé
Ce quatrième tome, qui devait être le dernier, expose la deuxième partie de la remontée du fleuve par Le Bateau libre de Sam Clemens à la poursuite de Jean sans Terre à bord du Rex. Chacun des personnages se livre à son introspection jusqu'à la confrontation finale entre les deux bateaux à aubes au milieu de Virolando, l'état de la seconde chance (la religion apparue le long du fleuve), et ce à seulement quelques milliers de kilomètres de la Tour polaire...
Dans cet opus, Philip José Farmer alourdit davantage son texte de soliloques appuyés (ex : le soliloque de Burton), transformant son récit en réflexion sur les parcours de la vie et le but de l'être dans l'après-vie.